# Tiago Splitter
Tiago Splitter Beims  (Joinville, Santa Catarina, Brasil, 1 de gener de 1985), és un exjugador de bàsquet brasiler, que jugava de pivot.
Actualment és entrenador del Paris Basketball.
Fitxat pel TAU Ceràmica quan només tenia 15 anys, va jugar cedit al Club Basket Bilbao Berri entre 2001 i 2003, i va debutar a l'ACB el 29 de gener de 2000.
Després de moltes temporades al Caja Laboral de la Lliga ACB, i després de ser triat al Draft de l'NBA de 2007 per San Antonio Spurs, el juliol de 2010 s'incorporà a aquest equip de l'NBA.
Durant el Tancament de l'NBA de 2011 jugà al València Basket.
El febrer de 2017 va ser traspassat als Philadelphia 76ers.
El 19 de febrer de 2018 anuncia la seva retirada com a jugador, degut al fet que no va poder superar una lesió que es va produir quan jugava amb els Atlanta Hawks.